# Сельское поселение «Деревня Похвиснево»
Сельское поселение «Деревня Похвиснево» — муниципальное образование в составе Тарусского района Калужской области России.
Центр — деревня Похвиснево.

## Состав
В поселение входят 7 населённых мест:
- деревня Похвиснево
- деревня Ильинское
- село Истомино
- деревня Лыткино
- деревня Подборки
- деревня Романовка
- деревня Слободка

## Население
| 2010 | 2012 | 2013 | 2014 | 2015 | 2016 | 2017 |
| ---- | ---- | ---- | ---- | ---- | ---- | ---- |
| 355  | ↗378 | ↗382 | ↘372 | ↗383 | ↗393 | ↗405 |
| 2018 | 2019 | 2020 | 2021 |      |      |      |
| ↗410 | ↗425 | ↘421 | ↗499 |      |      |      |

Население сельского поселения составляет 355 человек.

## Факты
- В  деревне Похвиснево проводились съемки известных телесериалов Участок   и  Заколдованный участок